# South of Midnight
South of Midnight é um jogo de ação e aventura desenvolvido pela Compulsion Games e publicado pela Xbox Game Studios. O jogo se passa em um Deep South americano fictício, foi lançado no dia 8 de abril de 2025 para Microsoft Windows e Xbox Series X/S.

## Jogabilidade
South of Midnight é um jogo de ação e aventura em terceira pessoa. Os jogadores assumem o papel de Hazel, que aprende um antigo poder de tecelagem para explorar os mitos do Sul Profundo e confrontar criaturas misteriosas. A jogabilidade é centrada na habilidade de Hazel de usar seus poderes de tecelagem para combate, travessia e resolução de quebra-cabeças. O jogo usa animação stop-motion para suas cutscenes. O jogo tem um conto popular moderno e sombrio impulsionado pelo desenvolvimento de personagens, música lírica inspirada no sul dos Estados Unidos e uma narrativa que se aprofunda no folclore sulista.

## Premissa
O jogo se passa em um cenário de fantasia gótica do sul profundo americano. South of Midnight segue a jornada de Hazel depois que um furacão devasta sua cidade natal, Prospero. Puxada para uma realidade gótica do sul, onde criaturas do folclore emergem, Hazel deve se tornar uma Weaver — uma consertadora mágica de laços e espíritos quebrados. Ao longo do caminho, Hazel encontra todos os tipos de criaturas míticas baseadas em lendas sul-americanas. Enquanto ela confronta criaturas inimigas conhecidas como Haints e desvenda o passado de sua família, Hazel busca refazer as lágrimas na Grande Tapeçaria e encontrar um lugar que pareça um lar.

## Desenvolvimento
South of Midnight está sendo desenvolvido pela Compulsion Games, os criadores de We Happy Few e Contrast. É o primeiro jogo da Compulsion desenvolvido sob Xbox Game Studios, após sua aquisição pela empresa em 2018. O jogo foi originalmente desenvolvido sob o codinome Project Midnight. Os detalhes do jogo vazaram pela primeira vez via Windows Central em 2021, onde a arte conceitual foi revelada. O jogo foi anunciado oficialmente no Xbox Games Showcase 2023 em 11 de junho de 2023. Em 9 de junho de 2024, a Compulsion Games apresentou o primeiro trailer de gameplay do jogo e anunciou que ele seria lançado em 2025. A Sweet Baby Inc. contribuiu com elementos da história do jogo e também prestou consultoria sobre o desenvolvimento dos personagens.